# Монарх (метелик)
Данаїда монарх (Danaus plexippus) — вид метеликів з родини сонцевиків (Nymphalidae). Один з найвідоміших метеликів Північної Америки. У XIX столітті представників цього виду знайшли в Новій Зеландії та Австралії. У Європі ці метелики поширені на Канарських островах та архіпелазі Мадейра. Під час міграцій їх помічають в Росії, на Азорських островах, у Швеції та Іспанії. Можна їх зустріти також на півночі Африки.
Імаго данаїди монарха легко розпізнати за характерним малюнком на крилах: чорні смуги на рудому тлі. По краях крил є широка чорна облямівка з білими плямами. Розмах крил — 8,9–10,2 см. Данаїда монарх подібний за розміром і забарвленням до метеликів іншого виду — Limenitis archippus, але ті мають додаткову темну облямівку на задній парі крил.
Самиці відрізняються від самців темнішим забарвленням крил вздовж жилок та меншим розміром. У самців в центрі задніх крил є ділянки, в яких виділяються феромони.

## Етимологія
Загальновживану назву «монарх» вперше використав американський ентомолог Семюел Скаддер у 1874 році: «Цей метелик — один з найбільших, і володарює над обширними угіддями». Згідно з іншими даними, таку назву могли дати на честь Вільгельма III Оранського, штатгальтера Нідерландів і короля Англії та Шотландії.
Назва роду Danaus, ймовірно, походить від імен персонажів давньогрецької міфології Даная (сина єгипетського царя) або його праправнучки Данаї. Видовий епітет plexippus пов'язаний з ім'ям Плексіппа, одного з 50 синів Єгипту, брата-близнюка Даная.

## Таксономія
Вид описав у 1758 році під назвою Papilio plexippus Карл Лінней у своїй «Системі природи». 1780 року польський натураліст Ян Кшиштоф Клюк відніс його до іншого роду — Danaus.

### Близькі види
Данаїда монарх має близьку спорідненість з двома дуже подібними видами — Danaus cleophile та Danaus erippus, яких до 2005 року об'єднували в підрід Danaus. Обидва ці види заселяють Новий Світ: Danaus cleophile — Ямайку та острів Гаїті, Danaus erippus — території на південь від річки Амазонка. Морфологічні відмінності данаїди-монарха і південного монарха відомі тільки на стадії лялечки, тому часто їх розглядають як один вид, але дані про первинну структуру мітохондріальної та ядерної ДНК свідчать про їх окремішність. Імовірний час розходження цих видів — близько 2 мільйонів років тому (кінець пліоцену — початок плейстоцену).

### Підвиди
У дослідженні Девіда Сміта і його співавторів (2005 рік) виділяють 2 підвиди:
- Danaus plexippus plexippus — номінативний підвид, що його описав Карл Лінней у 1758 році. Міграційний підвид, який заселяє майже всю територію Північної Америки.
- D. p. megalippe — підвид, який описав у 1826 році Якоб Гюбнер. Не перелітний, поширений від Флориди та Джорджії на півночі, в країнах Карибського басейну та Центральної Америки і до Амазонки на півдні. Для цього підвиду відомі три колірні варіації:
  - D. p. m. forma leucogynae — опис Артура Батлера у 1884 році.
  - D. p. m. forma portoricensis — опис А. Г. Кларка у 1941 році.
  - D. p. m. forma tobagi — опис А. Г. Кларка у 1941 році.

## Опис

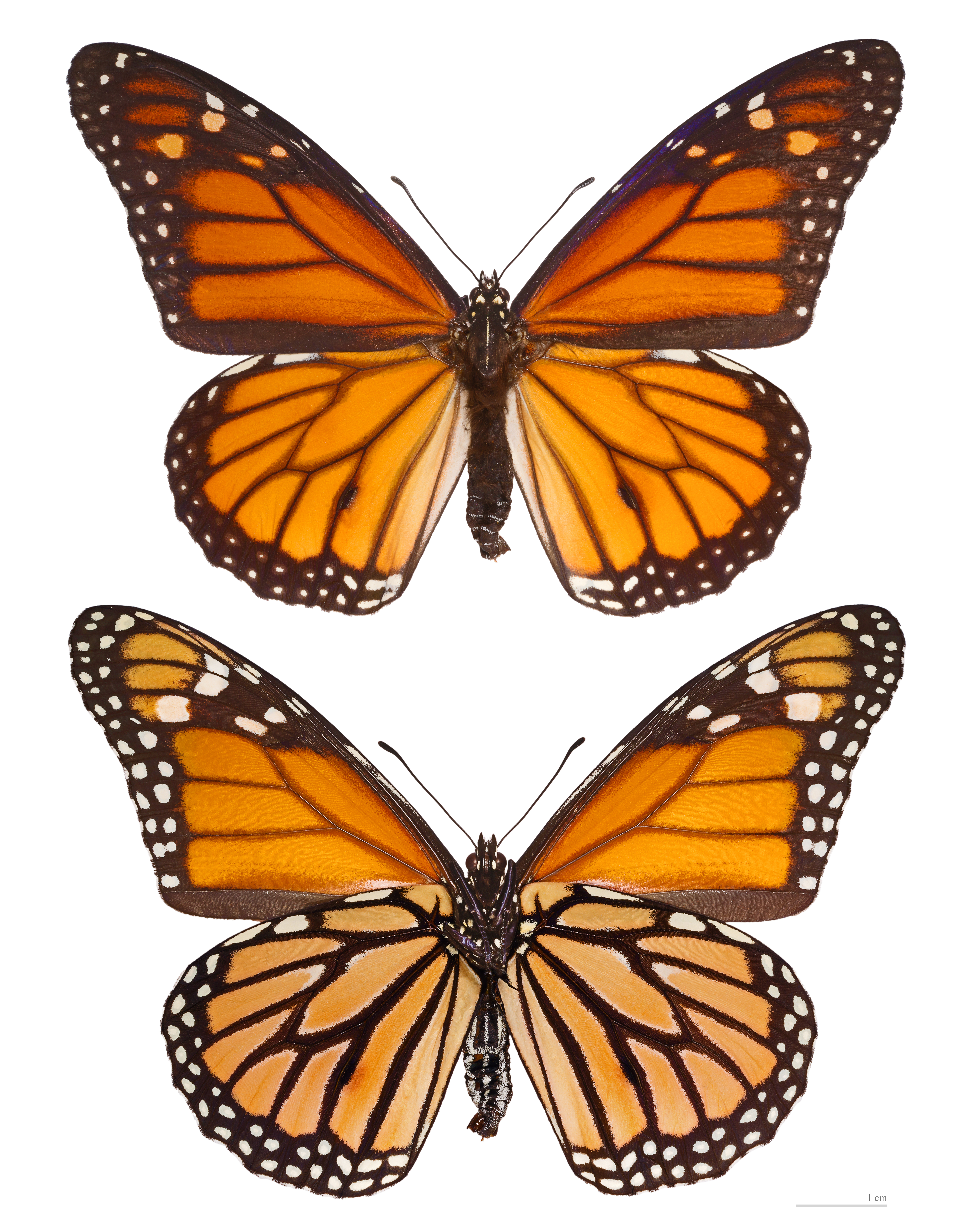
♂
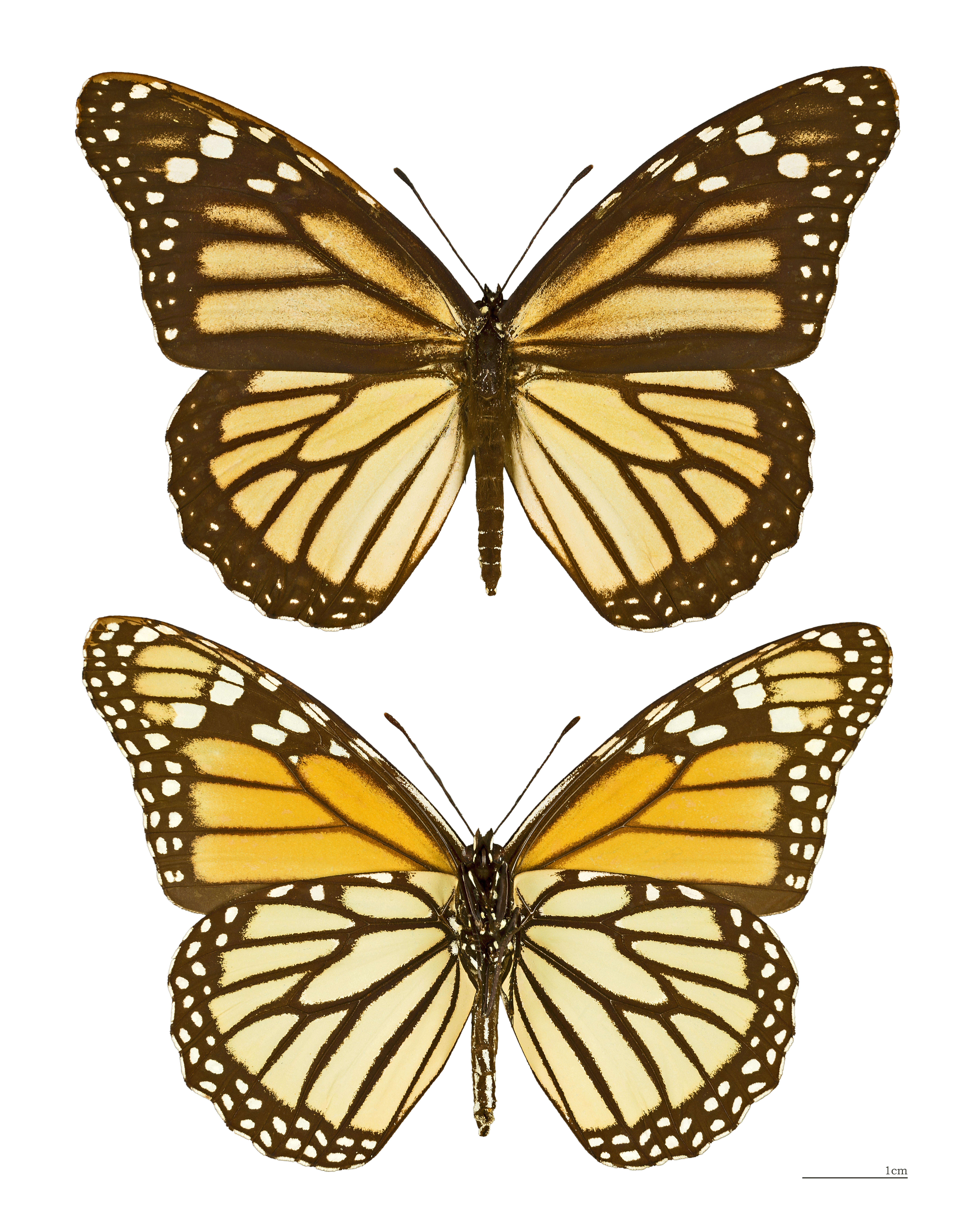
♀
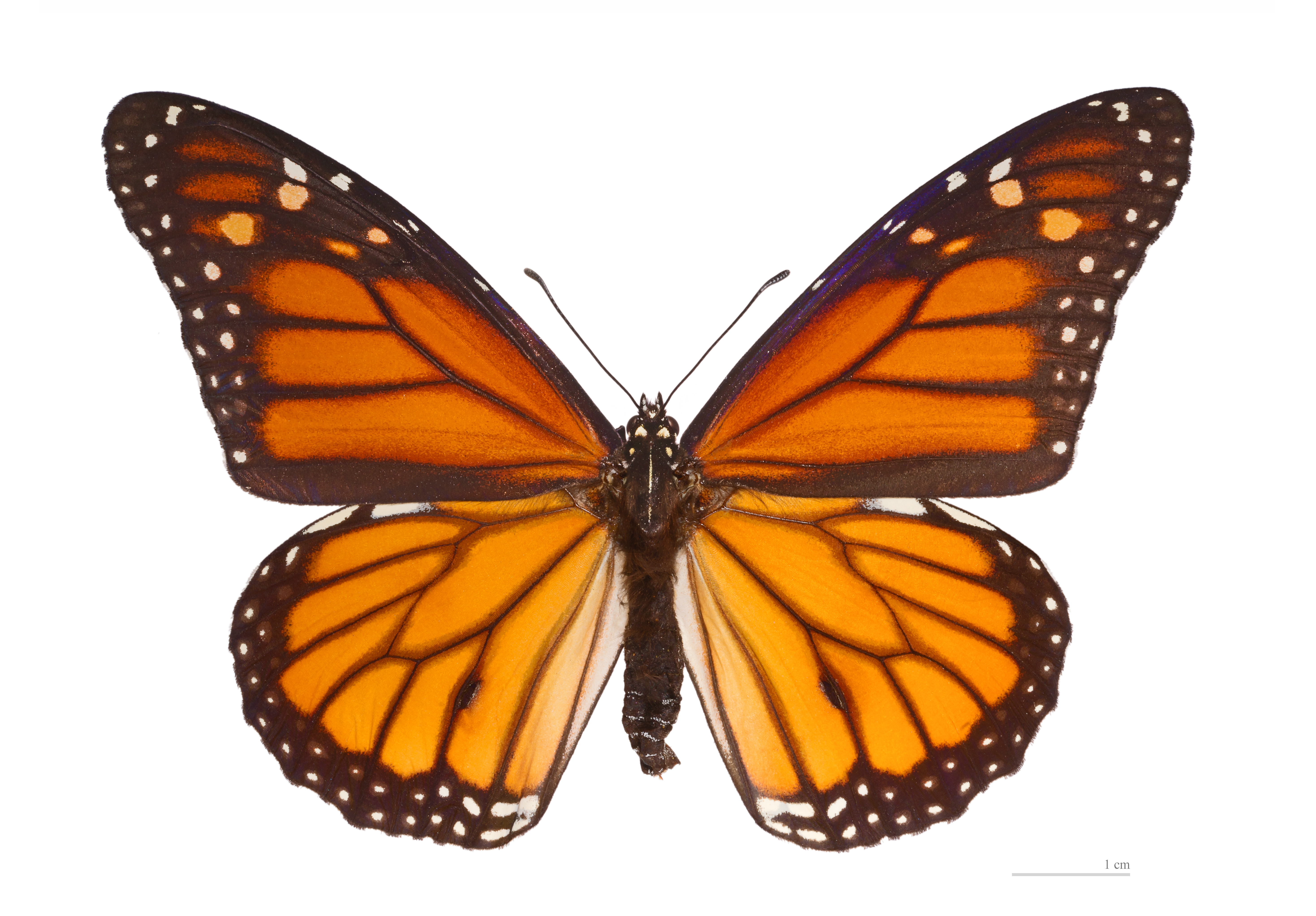
♂
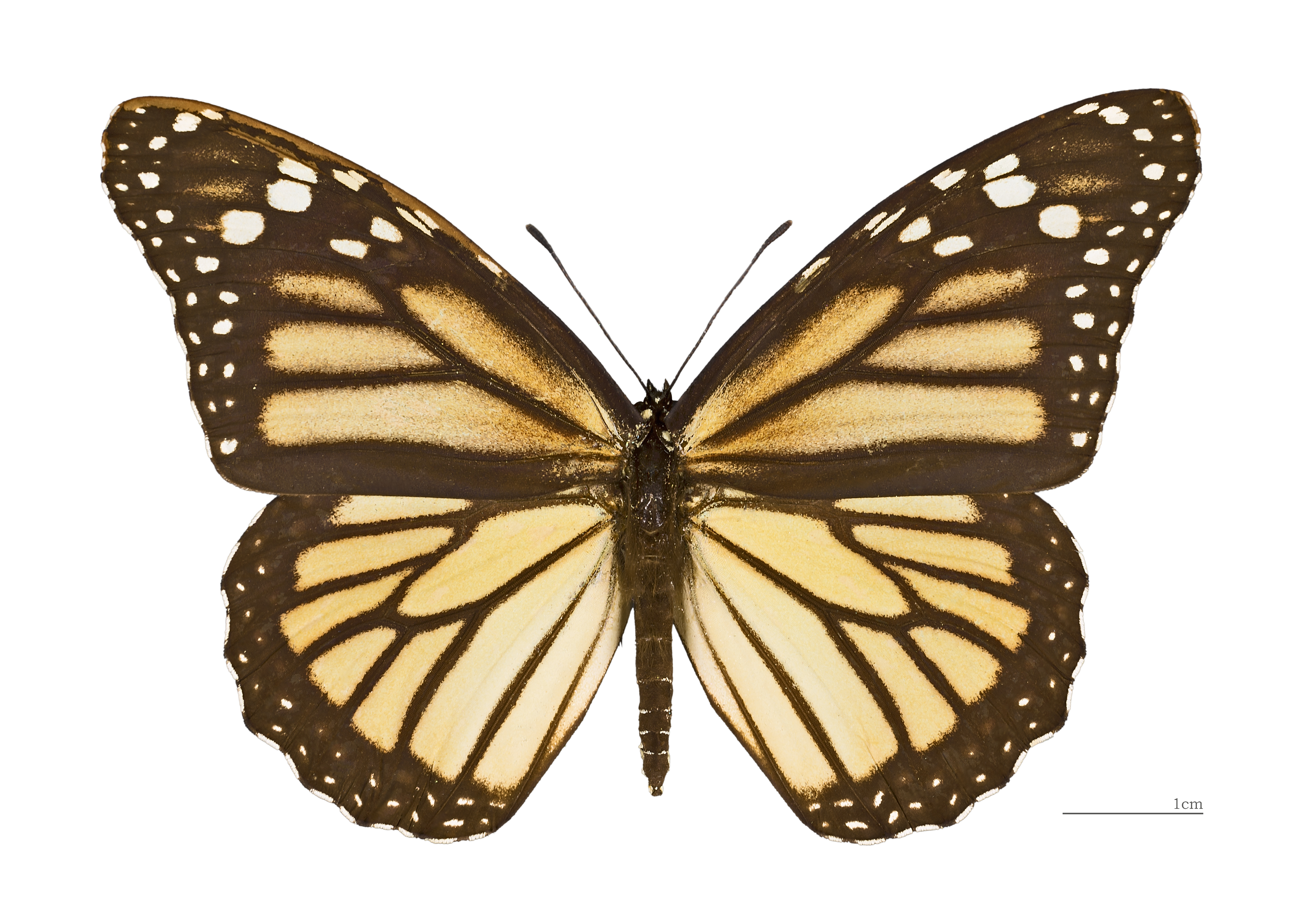
♀

Крила темно-помаранчеві, прожилки крил чорні, краї крил чорні з двома рядами невеликих білих плям. На кінцях передніх крил є великі помаранчеві плями.
Яйця данаїди монарха вершково-білі, деколи блідо-жовті. Вони мають неправильну конічну форму, у кожного є приблизно по 23 поздовжні хребти і величезна кількість малопомітних швів. Маса яйця — близько 0,46 міліграм, довжина — 1,2 мм, а ширина — 0,9 мм.

## Живлення
| Дорослий метелик споживає нектар великої кількості рослин, наприклад: - Apocynum cannabinum — Кутра конопляна - Asclepias incarnata — Ваточник м'ясо-червоний - Asclepias syriaca — Ваточник сирійський - Asclepias tuberosa — Ваточник бульбистий - Daucus carota — Морква дика - Dipsacus fullonum — Черсак лісовий - Erigeron canadensis — Злинка канадська - Eupatorium maculatum — Сідач плямистий - Eupatorium perfoliatum — Сідач перфорований - Hesperis matronalis — Нічна фіалка - Medicago sativa — Люцерна посівна - Syringa vulgaris — Бузок звичайний - Trifolium pratense — Конюшина лучна - Vernonia altissima — Вернонія висока - Aster — Айстра - Cirsium — Осот - Solidago — Золотушник | Гусениця ж споживає листя таких рослин: - Asclepias amplexicaulis — Ваточник стеблообгортний - Asclepias asperula - Asclepias californica — Ваточник каліфорнійський - Asclepias cordifolia — Ваточник серцелистий - Asclepias curassavica — Ваточник кюрасавський - Asclepias curtissii — Ваточник Кертісса - Asclepias eriocarpa — Ваточник шерстистоплодий - Asclepias erosa — Ваточник пустельний - Asclepias exaltata — Ваточник піднесений - Asclepias fascicularis — Ваточник вузьколистий - Asclepias humistrata — Ваточник низькорослий - Asclepias incarnata — Ваточник м'ясо-червоний - Asclepias nivea — Ваточник білосніжний - Asclepias physocarpa — Ваточник здутоплодий - Asclepias purpurascens — Ваточник пурпурний - Asclepias speciosa — Ваточник красивий - Asclepias subverticillata — Ваточник напівкільчастий - Asclepias syriaca — Ваточник сирійський - Asclepias tuberosa — Ваточник бульбистий - Asclepias verticillata — Ваточник кільчастий - Calotropis gigantea — Калотропіс гігантський - Calotropis procera — Калотропіс високий - Cynanchum laeva — Цинанхум гладкий - Sarcostemma clausa — Саркостема закрита |

## Міграція

Схема маршруту міграції монарха

Монархи — метелики тропічного походження. Хоча влітку вони й живуть у помірних широтах, вони не можуть витримати тамтешні зими, і кожної осені мають повертатися назад. На сході Північної Америки більшість монархів долає шлях більше 2500 км — із півдня Канади до центру Мексики. Це єдиний вид метеликів із міграціями на такі відстані. В інших місцевостях монархи мігрують на меншу відстань (наприклад, на заході Північної Америки та в Австралії) або не мігрують взагалі (популяції Мексики, Південної Америки, Карибських та Гавайських островів).
У Північній Америці на зимівлю летять ті метелики, що виходять із лялечки в кінці літа та на початку осені. Монархи з величезної площі на сході континента (більше 100 млн. га) злітаються на 12 невеликих ділянок загальною площею менше 20 га у Трансмексиканському вулканічному поясі, переважно в межах біосферного заповідника метелика Монарх (штати Мічоакан та Мехіко). Там вони з листопада до березня зимують у щільних скупченнях на деревах, іноді вилітаючи напитися води. Весною вони вирушають на північ і відкладають яйця в північній частині Мексиці та на півдні США. Особини, що виходять із цих яєць, заселяють північну частину ареала. Літа вистачає ще на два покоління. Особини цих поколінь живуть у дорослому стані 2–5 тижнів, тоді як мігранти — 7–9 місяців.
Метеликам вдається повернутися туди, де зимували їхні предки, за допомогою сонячного «сенсора», який сприймає розташування Сонця, і «магнітного компаса», що сприймає нахилення магнітного поля Землі. Для магніторецепції монархам, як і деяким іншим тваринам, потрібне світло (принаймні синє та ультрафіолетове). Цей спосіб орієнтування може бути особливо важливим, коли Сонця не видно (відомо, що метелики здатні зберігати правильний напрямок польоту навіть за щільного хмарного покриву).
Данаїда монарх — одна з небагатьох комах, які здатні перелітати через Атлантичний океан. Вона набуває все більшого поширення через те, що ваточник все частіше використовують як декоративну та садову рослину. Монархи, які народились на Бермудських островах та в деяких інших місцях, залишаються там цілий рік, бо там клімат м'який і стабільний.
Монархів можна зустріти також на крайньому південному заході Великої Британії, в Бенінгтоні, на Далекому Сході, у Новій Зеландії, Північній Африці та на Гавайських островах.
Для птахів монархи є отруйними й огидними на смак через ваточник, який їдять гусениці. Вони зберігають отруту рослини, а їх яскравий колір попереджує про отруйність. Колонії метеликів, які перебувають в анабіозі, виживають тому, що голодні птахи надають перевагу менш отруйним метеликам.

## Розмноження

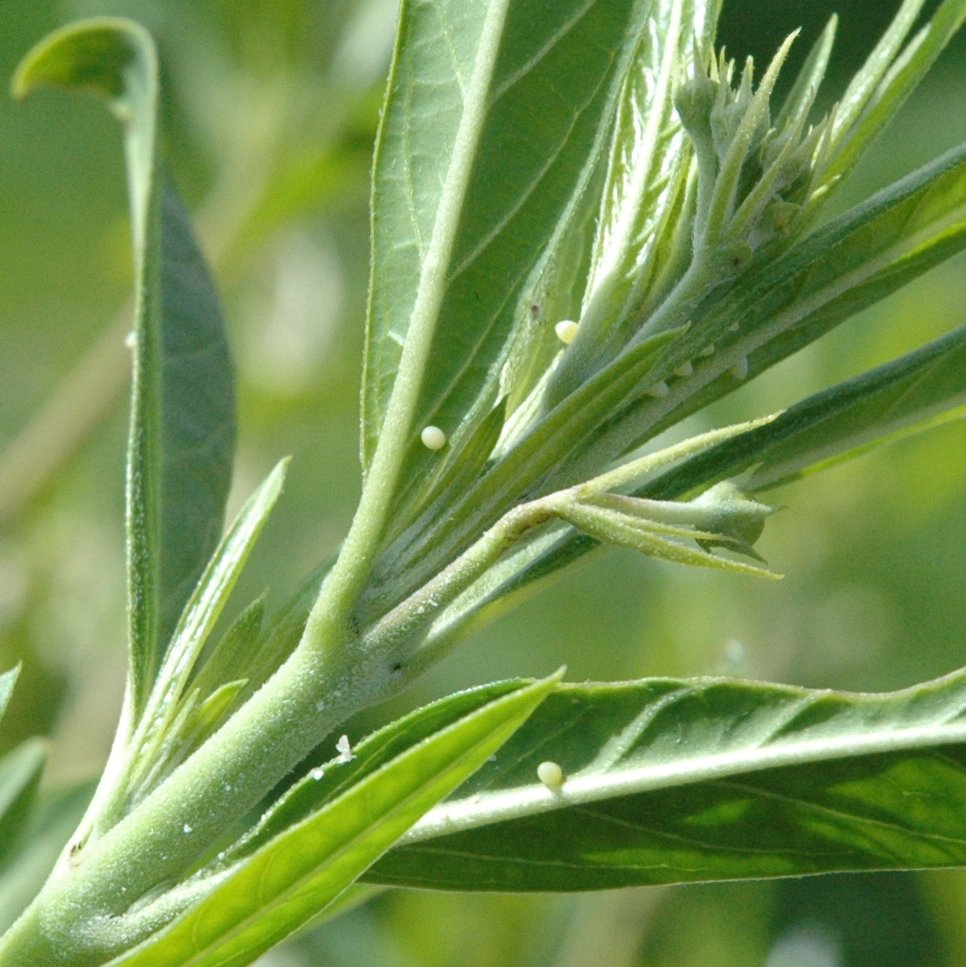
Кладка яєць

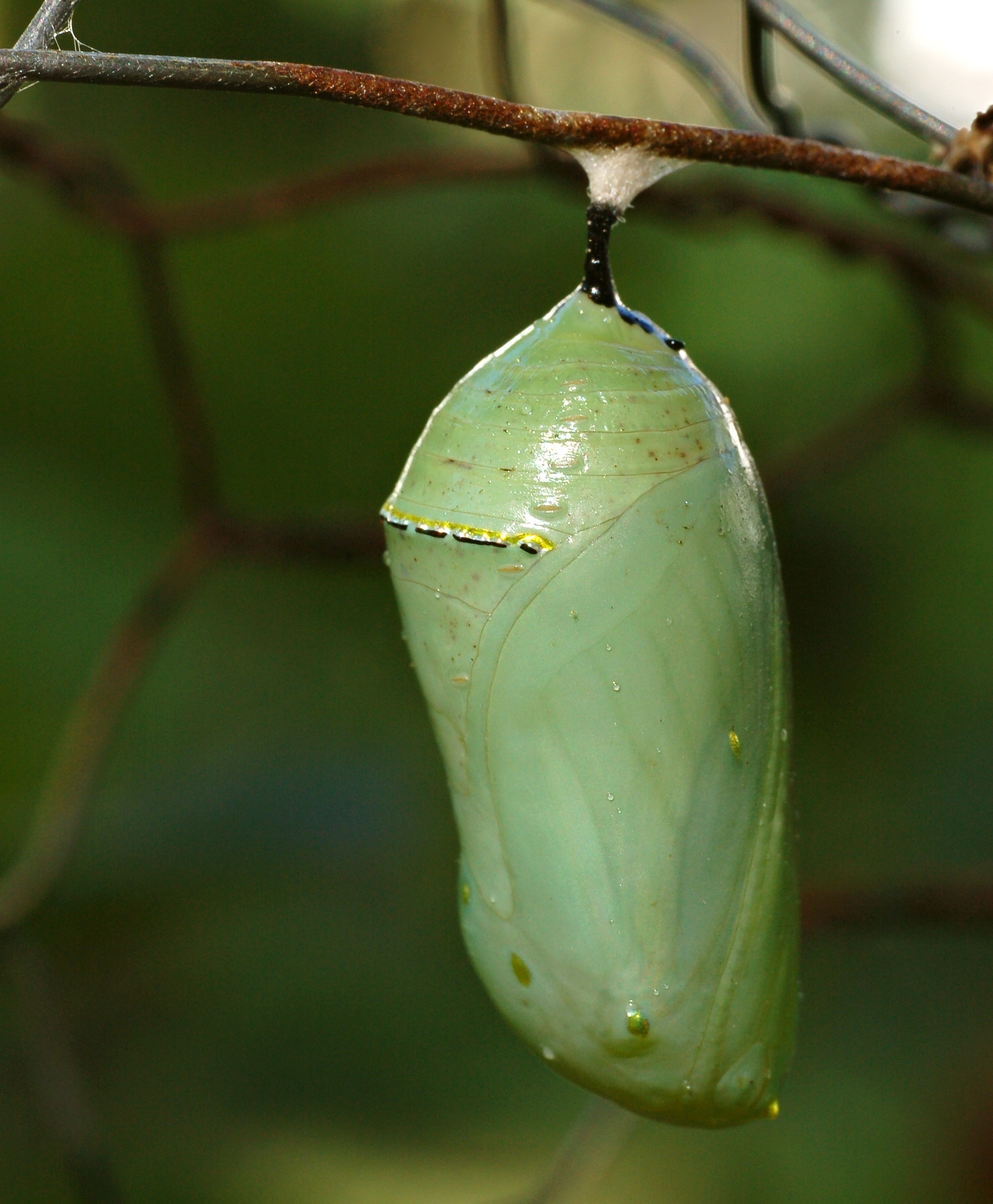
Лялечка данаїди монарх

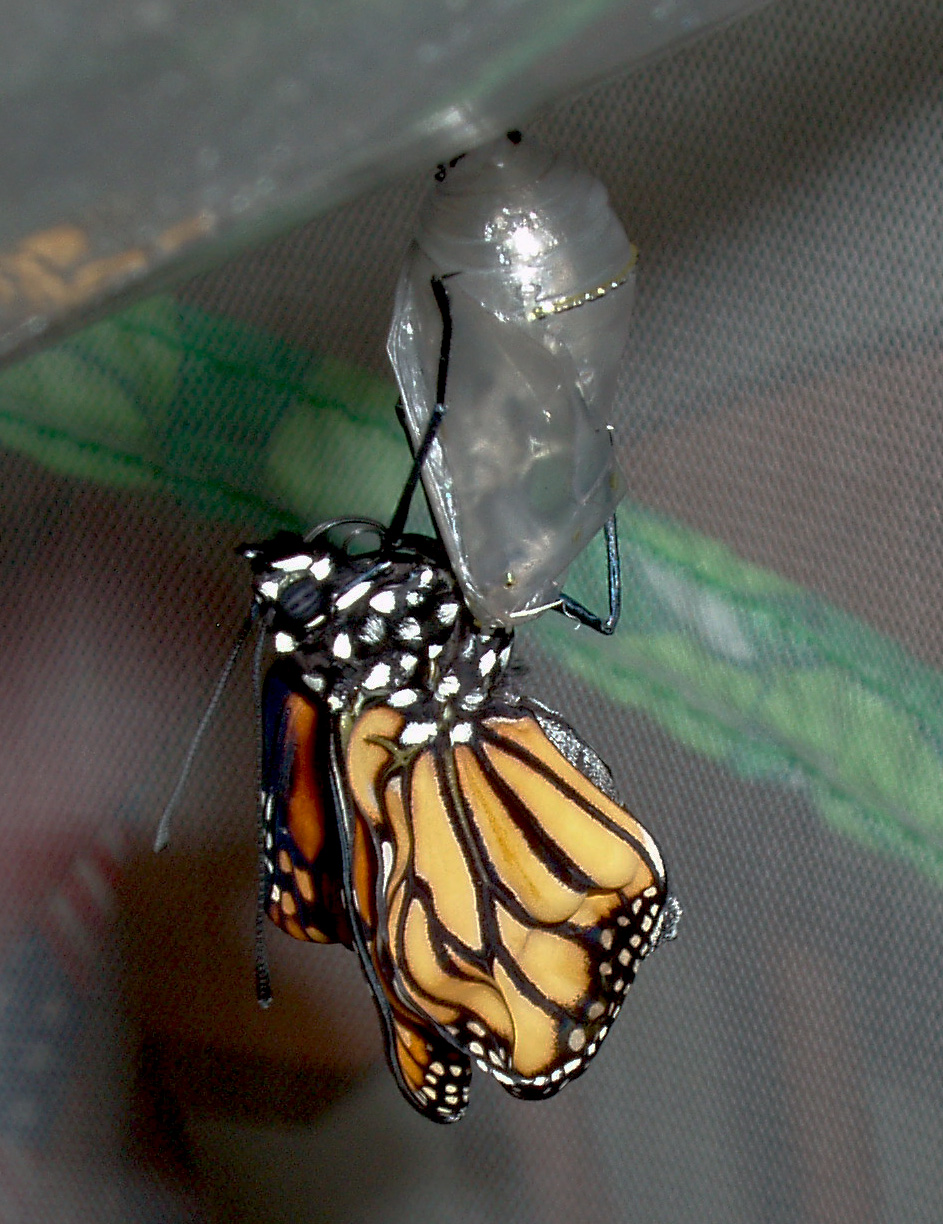
Вихід з кокона

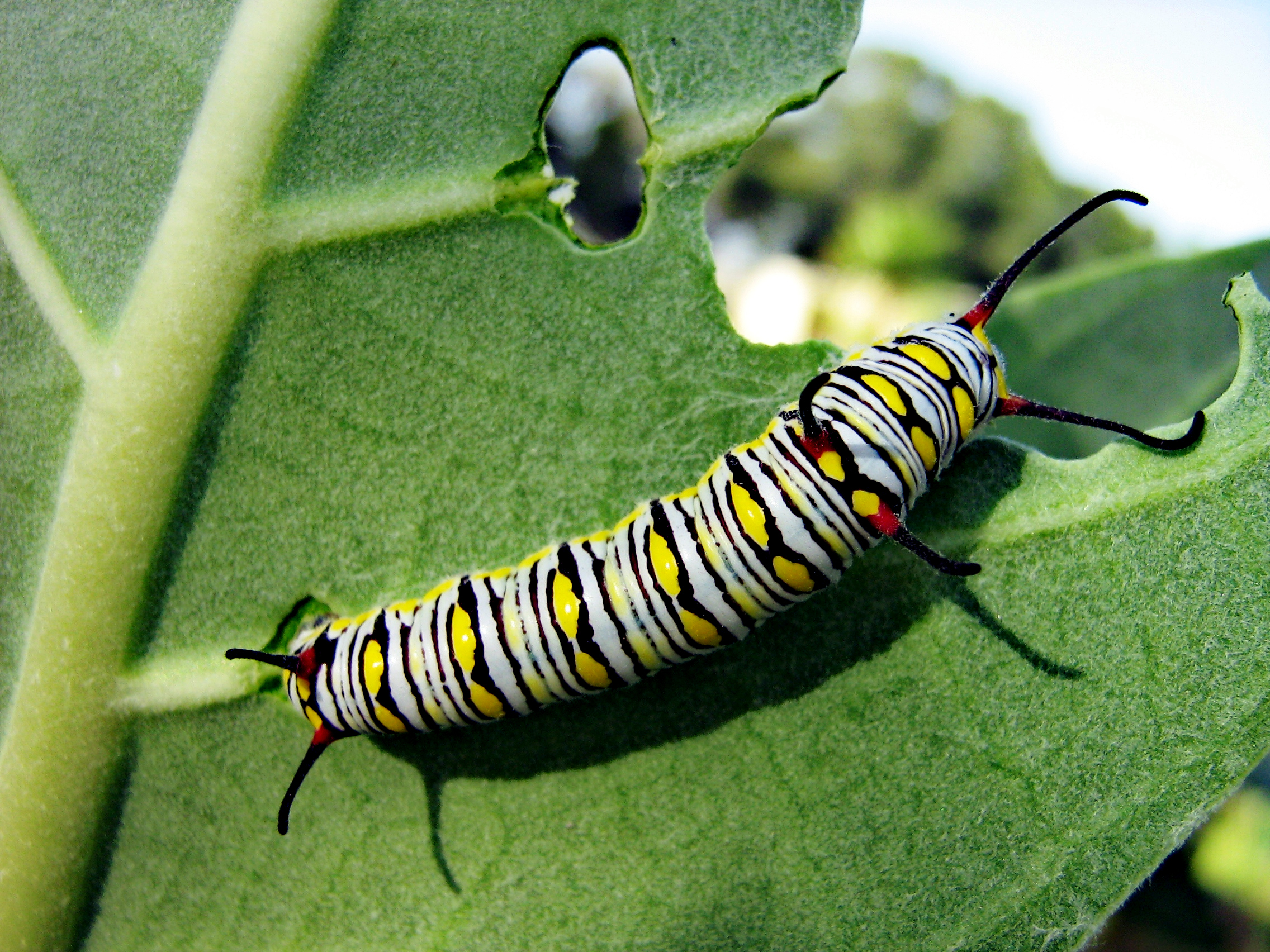
Гусениця данаїди монарх

Парування данаїди монарха відбувається навесні, незадовго до міграції з місць зимової сплячки. Залицяння досить просте і, на відміну від інших видів цього роду, в ньому задіяні феромони. Залицяння складається з двох фаз: повітряної та наземної. Під час повітряної фази самець переслідує самицю і злегка штовхає її крилами, манячи вниз. Спарювання відбувається під час наземної фази, коли самець передає самці мішечок зі спермою. Цей мішечок також дає самиці енергію, що допомагає їй класти яйця і під час зворотної міграції. Розвиток данаїди має чотири стадії:
- Яйце самиця відкладає навесні або влітку.
- Гусениця вилуплюється через чотири дні після відкладення яйця. Вона з'їдає спочатку залишки яєчної оболонки, а тоді починає їсти листя ваточника, яке містять речовини, що називаються карденолідами, типу серцевих глікозидів. На цьому етапі монарх накопичує енергію у вигляді жиру і поживних речовин для переходу в стадію лялечки. Стадія гусениці триває близько двох тижнів.
- Лялечка — гусениця обволікає шовком гілочку, листок і т. д. і повисає головою вниз у формі букви «J». Потім гусениця линяє, скидаючи свою зелену оболонку. Цей момент є метаморфозом. Напередодні вилуплювання лялечка темніє, фактично стає прозорою, з'являються руді крила.
- Зріла особина з'являється з кокона приблизно за два тижні. Метелик зависає над залишками лялечки на декілька годин, щоб розправити сухі крила (найчастіше це відбувається в першій половині дня). Крила наповнюються рідиною, яка розпрямляє складки доти, доки крила не стануть повними і жорсткими. Деколи під час наповнення крил рідина (міконія) починає капати. І врешті, в другій половині дня крила стають повністю розпрямлені. Тоді, переконавшись, що крила достатньо міцні, метелики вирушають на пошуки джерел харчування та енергії: квітів ваточника, червоної конюшини і золотушника (Solidago).

Данаїда монарх живе від двох до восьми тижнів в саду, де є квіти ваточника з достатньою кількістю нектару.

## Данаїда монарх і людина
Монарх є комахою-символом штатів США Алабами, Айдахо, Іллінойса, Міннесоти, Вермонта та Західної Вірджинії. Його було номіновано на звання національної комахи США у 1990 році поряд з медоносною бджолою, але він не отримав схвалення законодавців.
Багато людей приваблюють монарха відповідними рослинами у свої сади або й розводять його. Інші його колекціонують або досліджують. В місцях зимівлі зграй, які мігрують, створено заповідники. Туризм із використанням цих метеликів дає великі прибутки.
Багато шкіл дають дітям гусінь для вирощування метеликів. Коли метелик досягає зрілого віку, його відпускають.

## Загрози
Вирубування лісів у місцях зимівлі монарха призвело до різкого скорочення його чисельності. Монарх як вид перебуває під охороною.
У Каліфорнії (США) зникають метелики виду данаїда монарх. За даними американських екологів, всього за 2017-2018 роки їх число знизилося відразу на 86%, якщо ситуація буде продовжуватися в тому ж ключі, метелики цього виду зникнуть менш ніж за десять років[джерело?].

## У культурі
- В мультиплікаційному серіалі «Брати Вентура» є злодій на ім'я Монарх. За його спогадами, в дитинстві його знайшли і виховали метелики-монархи, а пізніше він створив злочинну організацію зі стилістикою цих метеликів, сам він ходить в костюмі монарха (штучні крила за спиною і корона на голові) і підлеглих примушує вдягатись так само.
- В телесеріалі «Королі» метелик-монарх є символом королівської влади в королівстві Гільбоа. Жива корона з цих метеликів, що означає Боже помазання на трон, увінчала спершу короля Сайласа Бенджаміна, а потім — Девіда Шепперда.
- В телесеріалі «Під куполом», знятому за мотивами однойменного роману Стівена Кінга, метелик-монарх показав на обрану Куполом людину.